# Richard Hofstadter
Richard Hofstadter (* 6. August 1916 in Buffalo, New York; † 24. Oktober 1970 in New York City) war ein amerikanischer Historiker und DeWitt Clinton Professor of American History an der Columbia University. Er gehörte zu den führenden Intellektuellen der amerikanischen Nachkriegsära.

## Leben und Werk
Hofstadter war der Sohn des aus Krakau stammenden Juden Emil A. Hofstadter, der in Buffalo als Kürschner arbeitete, und der lutherischen Deutschamerikanerin Katherine Hofstadter, geb. Hill, deren Vorfahren nach 1848 aus Hessen-Darmstadt ausgewandert waren. Er wuchs in der ethnisch stark heterogenen Gesellschaft Buffalos auf, wurde in einer lutherischen Kirche getauft und sang in einem Chor dieser Konfessionsgemeinschaft. Er begann sein Studium 1933 an der University of Buffalo, entwickelte dort Interesse an Journalismus und Philosophie und wurde von dem Historiker Charles A. Beard beeinflusst. Hofstadter erhielt dort 1937 den akademischen Grad des Bachelor of Arts und studierte weiter in New York City, zunächst kurz und erfolglos Rechtswissenschaft an der New York Law School, dann Geschichte an der Columbia University, an der er sich kurzzeitig wie viele junge Intellektuelle der Zeit der Kommunistischen Partei anschloss und 1938 den Master of Arts erwarb. 1942 schloss er dort seine akademische Ausbildung mit dem Ph.D. ab. Von 1942 bis 1946 lehrte er an der University of Maryland und kehrte daraufhin an die Columbia University zurück, an der er bis zu seinem Tod akademisch wirkte.
Hofstadters Schrift Social Darwinism in American Thought, 1860–1915 (1944), die aus seiner Dissertation hervorging, gilt als grundlegend bei der Erforschung des Sozialdarwinismus und gilt bis heute als die meistzitierte Publikation zu diesem Gebiet. Hofstadter etablierte darin den Begriff „Sozialdarwinismus“, der nur sehr vereinzelt und in einer etwas anderen Form gebraucht worden war, als Begriff der historischen Forschung in seinem heutigen Gebrauch. Er stellte den Sozialdarwinismus als theoretische Grundlage des Laissez-faire-Kapitalismus dar, personifiziert unter anderem in der Person des Industriellen Andrew Carnegie, der laut Hofstadter sozialdarwinistische Positionen vertrat.
In der allgemeinen Öffentlichkeit einflussreiche Ideen wie die des paranoiden Stils in der amerikanischen Politik entwickelte Hofstadter essayistisch in Magazinen, die auf eine breite Leserschaft ausgerichtet waren. Zu seinen Werken gehören auch The Age of Reform (1955) und Anti-intellectualism in American Life (1963), die beide populärwissenschaftlich ausgerichtet waren und beide den Pulitzer-Preis gewannen. Ihm wurde für Anti-intellectualism in American Life 1963 zudem der Ralph-Waldo-Emerson-Preis der Phi Beta Kappa Society zuerkannt. 1956 wurde er in die American Academy of Arts and Sciences und 1957 in die American Philosophical Society gewählt.
Hofstadter war seit 1936 mit Felice Swados verheiratet und hatte mit ihr ein Kind, den Sohn Dan.
Richard Hofstadter starb mit 54 Jahren an Leukämie. Sein Nachlass befindet sich in der State University of New York in Buffalo.

## Schriften
Bücher
- Social Darwinism in American Thought, 1860–1915. University of Pennsylvania Press, Philadelphia 1944.
- The American Political Tradition and the Men Who Made It. Alfred A. Knopf, New York 1948.
- The Age of Reform: From Bryan to F.D.R. Knopf, New York 1955.
- mit C. DeWitt Hardy: The Development and Scope of Higher Education in the United States. Columbia University Press, New York 1952.
- mit Walter P. Metzger: The Development of Academic Freedom in the United States. Columbia University Press, New York 1955.
- mit Daniel Aaron, William Miller: The United States: The History of a Republic. Prentice-Hall, Englewood Cliffs NJ 1957.
- 2., erweiterte Ausgabe erschienen als The American Republic. 2 Bände. Prentice-Hall, Englewood Cliffs NJ 1959.
- 3., erweiterte Ausgabe erschienen als The United States. Prentice-Hall, Englewood Cliffs NJ 1972.
- Anti-intellectualism in American Life. Alfred A. Knopf, New York 1963.
- The Progressive Movement, 1900–1915. Prentice-Hall, Englewood Cliffs NJ 1963.
- mit Daniel Aaron, William Miller: The Structure of American History. Prentice-Hall, Englewood Cliffs NJ 1964.
- The Paranoid Style in American Politics, and Other Essays. Alfred A. Knopf, New York 1965.
- The Progressive Historians: Turner, Beard, Parrington. Alfred A. Knopf, New York 1968.
- The Idea of a Party System: The Rise of Legitimate Opposition in the United States, 1780–1840. University of California Press, Berkeley 1969.
- mit Michael Wallace (Hrsg.): American Violence: A Documentary History. Alfred A. Knopf, New York 1970.
- America at 1750: A Social Portrait. 1971.

Aufsätze
- The Tariff Issue on the Eve of the Civil War. In: The American Historical Review. Band 44, 1938, Nr. 1, S. 50–55.
- William Graham Sumner, Social Darwinist. In: The New England Quarterly. Band 14, 1941, Nr. 3, S. 457–477.
- Parrington and the Jeffersonian Tradition. In: Journal of the History of Ideas. Band 2, 1941, Nr. 4, S. 391–400.
- William Leggett, Spokesman of Jacksonian Democracy. In: Political Science Quarterly. Band 58, 1943, Nr. 4, S. 581–594.
- U. B. Phillips and The Plantation Legend. In: The Journal of Negro History. Band 29, 1944, Nr. 2, S. 109–124.
- Beard and the Constitution: The History of an Idea. In: American Quarterly. Band 2, 1950, Nr. 3, S. 195–213.